# Masters de Canadá 1972
El Abierto de Canadá 1972 (también conocido como 1972 Rothmans Canadian Open por razones de patrocinio) fue un torneo de tenis jugado sobre tierra batida. Fue la edición número 83 de este torneo. El torneo masculino formó parte del circuito ATP. La versión masculina se celebró entre el 14 de agosto y el 20 de agosto de 1972.

## Campeones

### Individuales masculinos
Ilie Năstase vence a  Andrew Pattison, 6–4, 6–3.

### Dobles masculinos
Ilie Năstase /  Ion Ţiriac vencen a  Jan Kodeš /  Jan Kukal, 7–6, 6–3.

### Individuales femeninos
Evonne Goolagong vence a  Virginia Wade, 6–3, 6–1.

### Dobles femeninos
Margaret Court /  Evonne Goolagong vencen a  Brenda Kirk /  Pat Walkden, 3–6, 6–3, 7–5.
| Predecesor: Canadá 1971 | Masters de Canadá 1972 | Sucesor: Canadá 1973 |